# Mops petersoni
Mops petersoni» es una especie de murciélago de la familia Molossidae.

## Distribución geográfica
Se encuentra en Camerún y Ghana.